# ناند بورنيوني
ناند بورنيوني (الاسم العلمي:Nandus nebulosus) (بالإنجليزية: Bornean leaffish)‏ هو نوع من الأسماك يتبع جنس الناند من فصيلة النانديات.